# Boni Viada de Vivero
Boni Viada de Vivero es un jinete chileno que compite en la modalidad de raid. Ganó una medalla de bronce en el Campeonato Mundial de Raid de 2021 en la prueba individual.

## Palmarés internacional
| Campeonato Mundial | Campeonato Mundial   | Campeonato Mundial | Campeonato Mundial |
| Año                | Lugar                | Medalla            | Categoría          |
| ------------------ | -------------------- | ------------------ | ------------------ |
| 2021               | San Rossore (Italia) | Medalla de bronce  | Individual         |